# 2006년 동계 올림픽 러시아 선수단
러시아는 2006년 2월 10일부터 26일까지 이탈리아 토리노에서 열린 제20회 동계 올림픽에 선수단을 파견했다.

## 메달 집계

### 종목별 참가 선수 및 메달 수
| 종목        | 참가 선수 | 1 | 2 | 3 | 메달 합계 |
| ----------- | --------- | - | - | - | --------- |
| 노르딕 복합 | 5         |   |   |   |           |
| 합계        | 190       | 8 | 6 | 8 | 22        |

## 종목별 성적

### 노르딕 복합
| 선수                                                                | 세부 종목          | 스키점프   | 스키점프   | 크로스컨트리 | 크로스컨트리    | 최종 순위  |
| 선수                                                                | 세부 종목          | 점수       | 순위       | 차이         | 기록            | 최종 순위  |
| 알렉세이 바라니코프                                                 | 10km 라지힐 개인전 | 83.5       | 46         | 2:49         | 21:38.2 +3:09.2 | 42         |
| 알렉세이 바라니코프                                                 | 10km 개인 노멀힐   | 194.0      | 37         | 4:34         | 44:20.3 +3:09.2 | 29         |
| 이반 페센코                                                         | 10km 개인 라지힐   | 112.2      | 11         | 0:54         | 20:30.6 +2:01.6 | 33         |
| 이반 페센코                                                         | 10km 개인 노멀힐   | 215.0      | 25         | 3:10         | 44:01.3 +4:16.7 | 28         |
| 세르게이 마슬레니코프                                               | 10km 개인 라지힐   | 99.3       | 32         | 1:46         | 21:42.1 +3:13.1 | 43         |
| 세르게이 마슬레니코프                                               | 10km 개인 노멀힐   | 251.0      | 5          | 0:46         | 41:30.2 +1:45.6 | 10         |
| 드미트리 마트베예프                                                 | 10km 개인 라지힐   | 106.8      | 20         | 1:16         | 20:37.1 +2:08.1 | 35         |
| 드미트리 마트베예프                                                 | 10km 개인 노멀힐   | 완주 못 함 | 완주 못 함 | 완주 못 함   | 완주 못 함      | 완주 못 함 |
| 이반 페센코 안톤 카메네프 세르게이 마슬레니코프 드미트리 마트베예프 | 20km 단체 라지힐   | 890.1      | 3          | 0:23         | 54:05.1 +4:12.5 | 9          |

## 참고 자료
- (영어) “Russia at the 2006 Winter Games”. SR/Olympic Sports. 2012년 2월 9일에 원본 문서에서 보존된 문서. 2018년 4월 23일에 확인함.